# لارس بریگمن
لارس بریگمن (دانمارکی: Lars Brygmann؛ زادهٔ ۱۷ فوریهٔ ۱۹۵۷) بازیگر و صداپیشه اهل دانمارک است.
از فیلم‌ها یا سریال‌های تلویزیونی که وی در آن نقش داشته‌است، می‌توان به واحد سیار، وثیقه، ارث، جشن، سرقت رامبراند، اندرسن جوان، آسمان‌خراش، نیمکت، پروفسور و مرد دیوانه و کورسک اشاره کرد.